# Mercedes (Paraná)
Mercedes é um município brasileiro do estado do Paraná. Sua população, conforme estimativas do IBGE de 2019, era de 5 536 habitantes. A sede do município esta a uma altitude de 415 metros.

## História
A região onde atualmente é a sede do município, foi área de colonização de responsabilidade da Empresa Colonizadora Rio Paraná S. A. a partir da segunda metade da década de 1940, quando a empresa explorou a venda de terras da Fazenda Britânia. Em 1952, desenvolveu-se o povoado de Mercedes, quando comerciantes instalaram-se ao redor do local em que a empresa colonizadora demarcou através de uma placa com este nome.
Com o crescimento populacional do povoado, criou-se o distrito de Mercedes em 1958, ligado administrativamente ao município de Toledo. Depois de alguns mudanças administrativas e de nome, o distrito de Nova Mercedes foi elevada a categoria de município em 13 setembro de 1990, desmedrando-se de Marechal Cândido Rondon e com o nome oficial de "Mercedes".